# Spit on a Stranger
Spit on a Stranger es una canción de la banda americana de indie rock Pavement, lanzado como un sencillo el 22 de junio de 1999 para su último álbum Terror Twilight.

## Lista de canciones (CD)[5]
1. Spit on a Stranger (Versión del álbum)  – 3:03
2. Harness Your Hopes  – 3:26
3. Roll With the Wind  – 3:17
4. The Porpoise and the Hand Grenade  – 2:47
5. Rooftop Gambler  – 3:20

## Versiones de otros artistas
Spit on a Stranger ha sido versionada por varios artistas. Versiones alternativas incluyen una de la banda de bluegrass Nickel Creek en su álbum de 2002 This Side, y otra por parte de la cantautora Kathryn Williams en su álbum de 2004 Relations.